# Macon County, Georgia
Macon County är ett administrativt område i delstaten Georgia, USA, med 14 740 invånare. Den administrativa huvudorten (county seat) är Oglethorpe.

## Geografi
Enligt United States Census Bureau har countyt en total area på 1 051 km². 1 044 km² av den arean är land och 7 km² är vatten.

### Angränsande countyn
- Peach County - nordost
- Houston County - öst
- Dooly County - i sydost
- Sumter County - syd
- Schley County - sydväst
- Taylor County - nordväst